# 牧山の松明
牧山の松明（まきやまのたいまつ）とは、京都府南丹市日吉町中世木にある限界集落の1つ、牧山集落で毎年8月24日に行われている盂蘭盆に行なわれる万灯籠と愛宕山信仰が習合した祭りで、周辺地域の類似した祭事では松上げと呼ばれる行事と同じものである。

## 概要
毎年8月24日に行われるこの祭りは、万灯籠と愛宕山信仰に基づいており、府の登録文化財にもなっている100年以上続く祭りである。先祖に感謝しつつ無病息災や豊作を祈願する事を目的としており、松明がよく燃えた年は豊作になるという言い伝えがあるという。
祭りの当日は早朝から、村人たちが、この日のために1ヶ月以上も前に近くの山切り出し、株頭と呼ばれる人物が献じた松の割木の束を長さ4mほどの3本の棒にそれぞれ打ち込むことで扇状に大松明を組み上げた上で、それを集落の中心にある普門院の鳥居の前に立てる。その後昼ごろより、施餓鬼、護摩法要などなどを終えていく。そして、境内を流れる小川に沿って牧山集落にある家の数と同じだけ小松明を並べて、祭りの準備を終えることとなる。そして、夜の8時になると、観音堂の仏前に供えられていた燈明からそれぞれの小松明に点火する。そして、小松明の火を大松明に付けると、今度は当日参った参詣者が松明の灯りでお千度を踏む事で祭りは完結する。
この祭りは、100年ほど前から、この形式で、牧山集落の住民のみで執り行われていたが、限界集落率が50％を超える中世木地区の中でも取立ててその度合がきつく、住民たちも、かつては20世帯100人以上居たのが、現在では6世帯8人ほどに、また実際に重労働ができる人間となると、京都新聞の報じる所によれば3人しか居ないという現状もありその規模は以前に比べ、盆踊りを止めたり、夜店を出すのを休止したり、松明の本数などを減らすなどで大きく縮小していたという。2012年には、「伝統ある行事をみんなで守ろう」ということで、牧山集落だけではなく中世木地区全体で協力して、薪の準備や松明台の組立作業などを含む祭り行事を手伝うなどした他、南丹市の集落支援員の仲介で、京都市の花灯路イベントで用いられている行灯を参道に並べるなどという活況を取り戻すための施策が実施された他、2013年には、「牧山松明保存会」の活動を維持するために、それまでは行ってこなかった集落出身で現在は京都や神戸などへ出た者を中心に正会員を募る、準備を含めた祭りへの参加を求めるなどを行い、最初の準備日の時点で計12名を集めその後も地区内他集落などの協力も受けて、なんとか成功をおさめることができている。
然し乍ら、中世木地区全体の協力が得られるようになったとはいえ、その地区全体が既に高齢者の居住割合が高いことや、保存会のメンバーも常に参加できるわけではないことなどから、現在も存続の危機状態にあることは変わっておらず、毎日放送の報道番組や京都新聞などが限界集落の実態を、牧山の松明を取材することで報道するほどまでに至っている。

## 脚註・出典
1. 1 2 3 4  牧山の松明、活況再び　中世木区住民が初めて運営協力 京都新聞　2012年8月9日 12:14配信分
2. 1 2 3 4 5  「牧山の松明」存続の危機　南丹の火祭り、高齢化で 　京都新聞　 2013年7月22日 11:30配信分　2013年8月28日閲覧
3. 1 2 3 4 5 6 7 8  限界集落に生きる「牧山通信」 松明の夜 京都新聞2008年8月31日掲載
4. 1 2 3 4 5  牧山の松明／日吉町中世木西牧山・普門院観音堂　南丹市観光協会 2008年8月15日最終更新
5. 1 2  京都・火の祭事記 ～伝統行事からみた森林資源と人のつながり～ 2．京の火の祭事暦
6. 1 2  毎日放送　VOICE　2013年8月28日放送分　『京都・南丹市 勇壮！火祭りにかける人たち』